# بوسه‌گاه
گودی و شیار عمودی میان لب بالا و بینی را بوسه‌گاه، فیلتروم (Philtrum) یا جویک لب یا گودی زیردماغی (infranasal depression) می‌گویند.
بوسه‌گاه جایی است که در زمان رشد جنین، روند شکلگیری میان‌دماغی و فکی به هم می‌رسند. وجود بوسه‌گاه باعث می‌شود تا انسان بتواند حرکت‌های بسیار بیشتری با لب‌های خود انجام دهد.  این امر به ارتباطات آوایی و غیر لفظی کمک زیادی می‌کند.

## درباره واژگان
واژه‌ی جویک لب (jūyak-e lab) را نخستین بار فرهنگ‌نویسان عربی-فارسی به کار بردند. چنانچه در لغتنامه‌ی دهخدا این‌گونه یاد شده است:
فرجه ٔ میان شاربین ، و بر طرف انف [ = پره ٔ بینی ] نیز اطلاق شود، و بینی هم گفته شده است ، و در مجمل نثرة بمعنی خیشوم و ماوالاه آمده است . (از بحرالجواهر). چاهک میان دو سبیل در لب بالائین مردم و در لب شیر درنده . (فرهنگ خطی ). جویک لب . (دستوراللغة). گو لب زبرین.